# Stenhögen

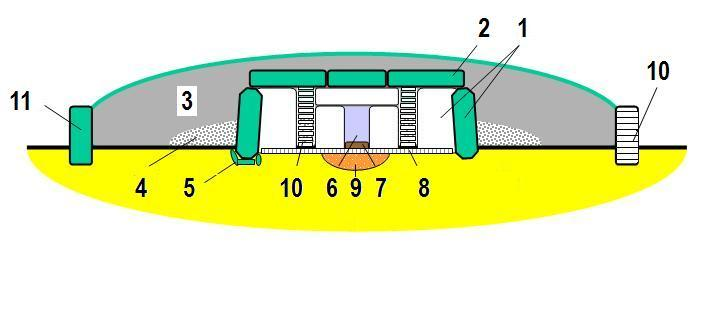
Schema Ganggrab (Querschnitt) 1=Trag-, 2= Deckstein, 3=Erdhügel, 4=Dichtung, 5=Verkeilsteine, 6=Zugang, 7= Schwellenstein. 8=Bodenplatten, 9=Unterbodendepots, 10=Zwischenmauerwerk 11=Randsteine

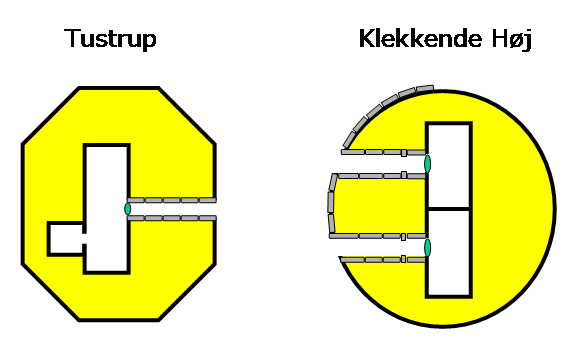
Prinzipskizze Doppelganggrab rechts

Stenhögen (deutsch Steinhügel; RAÄ-Nr. Kävlinge 1:1) ist eines von nur drei Doppelganggräbern (schwedisch Dubbelgånggrifter) in Schweden nordwestlich von Kävlinge, nahe der Straße „Karabyvägen“ (104) nach Dösjebro bzw. Landskrona in Schonen. Das Ganggrab entstand zwischen 3500 und 2800 v. Chr. als Megalithanlage der Trichterbecherkultur (TBK) und ist eine Bauform jungsteinzeitlicher Megalithanlagen, die aus einer Kammer und einem baulich abgesetzten, lateralen Gang besteht. Diese Form ist primär in Dänemark, Deutschland und Skandinavien, sowie vereinzelt in Frankreich und den Niederlanden zu finden.
Viele der etwa 60 bekannten Doppelanlagen weisen an ihren benachbarten Schmalseiten gemeinsame Tragsteine auf. Seltener, wie im Stenhögen, liegen zwei Kammern unabhängig voneinander, aber aufeinander bezogen, im selben Hügel (auch Ganggräber von Snæbum).

## Beschreibung
Die in west-östlicher Richtung orientierte Anlage liegt in einem abgepflügten 0,7 m hohen Hügel von etwa 13 m × 10 m, der keine Randsteine mehr aufweist.
Die westliche rechteckige Kammer mit abgerundeten Ecken misst etwa 3,75 m × 2,5 m und besteht aus 7 erhaltenen Tragsteinen. Die Deck- und die Gangsteine fehlen.
Etwa 0,5 m östlich liegt die nahezu rechteckige Ostkammer von etwa 3,0 m × 2,0 m bestehend aus 8 erhaltenen Tragsteinen. Der nach Süden weisende, etwa 0,75 m breite Gang besteht aus 2 erhaltenen Tragsteinen. Westlich liegen verlagerte Steine, die vielleicht zu beiden Gängen gehört haben. Die Decksteine von Kammer und Gang fehlen auch hier.
Das Doppelganggrab wurde 1919 von F. Hansen untersucht Die Funde bestehen u. a. aus einer herzförmigen Pfeilspitze, einigen Skelettresten sowie Schiefer- und Feuersteinanhängern. 
In Schonen gibt es zwei weitere dubbelgånggrifter (Snarringe und Stora Kungsdösen).